# Soulvache
Soulvache – miejscowość i gmina we Francji, w regionie Kraj Loary, w departamencie Loara Atlantycka.
Według danych na rok 2010 gminę zamieszkiwało 397 osób, a gęstość zaludnienia wynosiła 35 osób/km².